# جوني مولينز
جوني مولينز (بالإنجليزية: John Mullins)‏ هو لاعب كرة قدم بريطاني في مركز الدفاع، ولد في 6 نوفمبر 1985 في هامبستاد في المملكة المتحدة. لعب مع أكسفورد يونايتد وستوكبورت كونتي وكيدرمينستر هاريرز ونادي روذرهام يونايتد ونادي ريدنغ ونادي مانسفيلد تاون.

## وصلات خارجية
- جوني مولينز على موقع قاعدة بيانات كرة القدم.إي يو (الإنجليزية)
- جوني مولينز على موقع Soccerbase.com (لاعب) (الإنجليزية)
- جوني مولينز على موقع Soccerway.com (الإنجليزية)